# 나미 (원피스)
본 문서의 이해를 돕기 위한 비자유 그림이 있습니다. 
링크의 파일을 직접 올려 주세요
나미(Nami, ナミ)는 일본 만화 및 애니메이션 《원피스》(ONE PIECE)의 등장인물이다.

## 소개
밀짚모자 해적단의 항해사이다. 어렸을 때 아론 일당에게 양어머니 벨메일이 죽은 기억 때문에 해적을 매우 증오한다. 하지만 루피와의 만남 이후로부터는 일부 해적들에게 마음을 열게 된다. 나미는 물건을 훔치는 것이 주특기라서 웬만한 물건은 상대가 눈치채지 못하게 훔치는 능력이 있다. 그리고 돈을 매우 밝히기 때문에 동료의 목숨보다 돈을 더 소중하게 여기기도 한다. 또한, 돈과 거의 동일하게 소중하게 여기는 것이 '벨메일의 귤'이다. 가끔 그녀는 누구도 생각하지 못할 만한 말을 해서 상대방을 당황스럽게 만들기도 하지만 밀짚모자 해적단에서는 가장 정상인 인물이다. 현재는 빅 맘(샬롯 링링)의 호미즈 중 하나인 '뇌운' 제우스를 자신의 부하로 두고 있다. 의외로 법과 질서를 잘 지키는 해적 선원이며, 같은 밀짚모자 해적단 선원들에게 루피를 넘어서 더 선장답게 행동하기도 하며, 잔소리ᆞ지적을 많이 하는 편으로, 험한 말투를 많이 사용한다. 이 밖에 나미는 밀짚모자 해적단에서 스파이를 감시하는 역할도 수행한다.

## 외모
1. 짧은 오렌지색 머리.
2. 왼쪽어깨의 귤과 바람개비를 본뜬 문신
3. B95(I컵)W55 H85의 쓰리싸이즈(SBS 질문코너에서 작가가 밝혔다.) 2년 후 J컵이 되었다.
4. 길어진 머리 (2년 후)
5. 2년 후 더 성숙해지고 몸매도 좋아지고 더 예뻐졌다.
6. 더 정확히 2년 후 가슴이 l(i)컵이었다 J(j)컵이 됨. 머리카락이 단발이었다가 2년 후 머리카락이 많이 길어짐.

### 능력
8년 동안의 아론일당에게 벗어나기위한 도둑 활동으로 인해 잔뼈가 굵은 나미, 그녀는 아론일당의 생활을 할 때의 노하우를 참조해 타겟의 품 속에서 쥐도 새도 모르게 돈이 되는 물건이나 지갑 등등을 순식간에 빼내는 놀라운 능력을 지녔다, 또한 그녀는 자신의 미모에 꽤나 자신감을 보이며 이를 이용해 일부 남자들을 미인계로 공략하곤 한다. 하지만 그녀의 가장 놀라운 능력은 뛰어난 기상 과학 능력과 항해술.(2년동안 웨더리아에서 신세계의 날씨, 웨더볼에 대한 기술을 배웠다.)  그랜드 라인에서의 예측 불가능한 기후에도 그녀만큼은 다른 멤버들보다 침착하게 행동하며 날씨를 관측, 항해술을 이용해 해적단을 올바른 방향으로 이끌어가는 든든한 조력자 역할을 한다.

## 기술

### 크리마 택트 기술
- 크리마 택트 (Clima-Tact / 天候棒 : 날씨를 오케스트라처럼 지휘하는 지휘봉)
  - 알라바스타에서의 결전을 앞두고 자신의 나약함을 보완하기 위해 우솝에게 부탁해서 만든 나미만을 위한 신 무기, 겉보기엔 그저 하늘색의 티타늄 봉 같지만 그 봉은 기상 과학을 전부 마스터한 나미만이 원리를 이해하고 쓸 수가 있기에 나미만을 위해 존재하는 봉이다. 하지만 알라바스타 때의 크리마 택트는 아직 미완성인데다가 처음 시전한 기술들은 갖가지 마술을 이용한 파티 도구들만이 나오는 바람에 나미의 울화통을 잔뜩 긁은 무기이다. 참고로 나미의 기술명은 기후의 명칭 뒤에 이탈리아어로 날씨를 뜻하는 '템포(Tempo)'를 붙이는 형식.

#### 파티용 기술
- 오늘의 날씨 - 맑음~! <파인 템포> (Fine Tempo)

1. . 시전 방법 : 봉을 삼각형으로 조립
2. . 효과 : 삼각형에서 파티 플랫과 함께 비둘기가 촤라락~! 날아오른다, 보는 이로 하여금 맑은 기분이 들게 한다.

- 오늘의 날씨 - 흐림~! <클라우디 템포> (Cloudy Tempo)

1. . 시전 방법 : 봉을 라이플 형태로 조립
2. . 효과 : 총구에서 형형색색의 화려한 꽃다발이 퍼펑~! 흐린 마음을 아주 화려하게 정화한다.

- 오늘의 날씨 - 천둥, 번개~! <썬더 템포> (Thunder Tempo)

1. . 시전 방법 : 봉을 'ㅅ'자 형태로 조립
2. . 효과 : 역시 총구에서 스프링 복싱 글러브가 띠용~! 맞으면 찌릿찌릿한 아픔이~?!

- 오늘의 날씨 - 비~! <레인 템포> (Rain Tempo)

1. . 시전 방법 : 3단 분리한 봉을 각각 양손과 머리에 올린다
2. . 효과 : 봉에서 아름다운 물줄기가 졸졸졸~! 식상한 연회에 보는 이의 마음은 비오는 날씨~!?

#### 전투용 기술
크리마 택트의 본격적인 전투 활용 방법. 우선 3개의 봉의 성질을 이해해야 한다. 각 봉은 흔들거나 부는 것으로 기포를 생산시킬 수 있다.
- 열기 <히트 볼> (熱氣泡 / Heat Ball)

1. . 시전 방법 : 봉을 흔들거나 분다.
2. . 효과 : 붉은색의 열기 기포가 상대에게 날아간다.

- 냉기 <쿨 볼> (冷氣泡 / Cool Ball)

1. . 시전 방법 : 봉을 흔들거나 분다.
2. . 효과 : 푸른색의 냉기 기포가 상대에게 날아간다.

- 전기 <썬더 볼> (電氣泡 / Thunder Ball)

1. . 시전 방법 : 봉을 흔들거나 분다.
2. . 효과 : 노란색의 전기 기포가 상대에게 날아간다.

##### 응용 기술
히트 볼, 쿨 볼, 썬더 볼의 특성을 짜맞추어 크리마 택트가 지닌 힘을 끌어낸 전투 기술들
- 오늘의 날씨 - 돌풍~! <사이클론 템포> (Cyclone Tempo)

1. . 시전 방법 : 히트 볼과 쿨 볼의 택트를 십자형으로 교차시켜 연결, 그걸 부메랑처럼 휘두른다.
2. . 효과 : 히트 볼과 쿨 볼, 즉 열기와 냉기가 고속으로 회전하다가 부딪혀 생기는 격렬한 기류로 인해 폭발적인 바람이 발생, 그 때문에 상대를 멀리 날려보내 데미지를 주게 된다.

- 오늘의 날씨 - 신기루~! <미라쥬 템포> (Mirage Tempo)

1. . 시전 방법 : 쿨 볼을 공기 중에 대량으로 확산시킨다.
2. . 효과 : 쿨 볼로 인해 생기는 강력한 냉기로 밀도를 조정해 공기층을 비튼다, 그 뒤틀린 공기층에 빛의 굴절로 인해 비치는 환상인 <신기루>를 조종하는 기술이다.

- 오늘의 날씨 - 낙뢰~! <썬더볼트 템포> (Thunder Bolt Tempo)

1. . 시전 방법 : 레인 템포 + 쿨 볼 & 히트 볼 & 썬더 볼
2. . 효과 : 레인 템포로 공기중의 모자란 수분을 보충, 쿨 볼을 이용해 냉기로 공기를 차갑게 한 후 그 상태에서 히트 볼의 열기를 상승시키면 하강하는 냉기와 상승하는 열기가 부딪혀 급속도로 냉각되어 응결되어 그 응결된 기포는 구름으로 성장하게 된다. 다음엔 계속 쿨 볼과 히트 볼을 공급해 구름의 양을 늘린다, 구름의 두터워져 뇌운(雷雲)으로 성장하게 되면 그때 선더 볼을 공급, 벼락을 내리친다.

- 오늘의 날씨 - 짙은 안개~! <포그 템포> (Fog Tempo)

1. . 시전 방법 : 불을 사용하고 몸이 물에 흠뻑 젖은 상대 + 쿨 볼 + 작은 도발
2. . 효과 : 상대를 물에 빠뜨린 다음에 상대의 주위에 쿨 볼을 대량으로 발사한다. 다음에 어떻게든 상대를 도발해 불 기술을 쓰도록 유도한다. 상대가 불을 발사하면 대량으로 발사한 쿨 볼과 화염의 열기가 급속도로 냉각되어 응결, 그 결과는 짙은 안개

#### 필살기 기술
크리마 택트 기술일람표에 비장의 무기로 적혀 있던 기술, 상대가 인간인 이상 이 기술을 맞고 일어날 수 있는 상대는 없을 것이다라고 우솝이 호언장담했다. 단, 기회는 한 번 뿐이므로 빗나가면 끝이라고 생각해야 함
- 오늘의 날씨 - 회오리 바람~! <토네이도 템포> (Tornado tempo)

1. . 시전 방법 : 봉을 T자 형으로 조립한다.
2. . 효과 : 상대에게 향하게 한 뒤 버튼을 누르면 양쪽 총구에서 스프링 뻐꾸기가 상대를 향해 돌진, 상대의 몸을 칭칭 휘감은 다음 택트 채로 고속 회전해 쏘아 상대를 멀리 날려보낸다.

### 퍼펙트 크리마 택트 기술
- 퍼펙트 크리마 택트 (完全判 天候棒 / Perfect Clima-Tact)
  - 알라바스타에서 사용한 크리마 택트는 무기로 쓰기엔 너무나도 약점과 페널티가 많아서 굉장히 격렬하고 급박한 전투에는 절대적으로 맞지가 않았다. 그 후 하늘섬에서 가져온 대량의 다이얼을 이용해 크리마 택트를 완벽한 전투용으로 강력하게 개조한 일명 '완성판 크리마 택트'이다. 기존의 크리마 택트와는 차원이 다른 엄청난 위력을 보여주었으며 그 엄청난 힘으로 Cp9의 칼리파를 쓰러뜨렸다.

#### 기본 기술
초기 크리마 택트에선 이상한 마술 도구가 튀어나왔던 때와는 달리 이번엔 다이얼을 이용해 진짜 기후현상이 일어나도록 개조했다.
- 퍼펙트. 파인 템포 (Perfect. Fine Tempo) - 불명

- 퍼펙트. 클라우디 템포 (Perfect. Cloudy Tempo)

1. . 시전 방법 : 봉을 라이플 형태로 조립
2. . 효과 : 기존 크리마 택트에서는 화려한 꽃다발이 튀어 나왔지만 이번엔 구름 다이얼을 이용해 진짜 구름이 뿜어져 나오도록 개조되었다.

- 퍼펙트. 썬더 템포 (Perfect. Thunder Tempo) - 불명

- 퍼펙트. 레인 템포 (Perfect. Rain Tempo)

1. . 시전 방벙 : 클라우디 템포 + 쿨 볼
2. . 효과 : 구름 속의 수분이 응결되어 그 무게로 인해 진짜 비로 내린다.

#### 전투 기술
- 퍼펙트. 히트 볼 & 쿨 볼 & 썬더 볼 (Perfect - Heat Ball & Cool Ball & Thunder Ball)
  - 기존의 크리마 택트보다 볼 다이얼과 브레스 다이얼을 이용해 훨씬 더 속도와 양을 개량했으며 기포의 크기와 부피, 속도 어느 것 하나 빠진 것 없이 완벽하게 개조되었다. 퍼펙트 썬더 볼은 공격 기술로도 사용 가능

- 기포 충전 - 차지 (Charge)
  - 기존의 크리마 택트가 기포들을 날리기만 했다면 퍼펙트 크리마 택트는 택트에 방대한 양의 기포를 충전시켜 머금게 하는 것이 가능하다.

1. . 열기 충전 - 히트 차지 (Heat Charge)
2. . 냉기 충전 - 쿨 차지 (Cool Charge)
3. . 전기 충전 - 썬더 차지 (Thunder Charge)

#### 응용 기술
- 퍼펙트. 썬더볼트 템포 (Perfect - Thunder Volt Tempo)

1. . 시전 방법 : 기존의 썬더볼트 템포와 동일, 하지만 더 속도가 빨라졌다.
2. . 효과 : 기존의 썬더볼트 템포의 몇 배로 위력이 증강, 어마어마한 위력과 사정 거리로 인해 적군 아군 구별할 것 없이 무조건 강력한 벼락을 내리친다.

- 썬더 차지 - 풍속계 (Thunder Charge - Swing Arm)

1. . 시전 방법 : 썬더 차지
2. . 효과 : 택트의 맨 위쪽에 썬더 차지를 이용해 방전을 일으킨 후, 그 택트와 다른 택트를 줄로 연결시킨 다음 휘둘러 채찍처럼 공격한다. 썬더볼트 템포의 위력을 축소한 것이면서 빠른 공격이 가능하게 됐기에 1:1 전투에도 적합하다.

- 쿨 차지 - 미라쥬 템포 <환상 요정>(Cool Charge - Myrage Tempo <Panta Morgana>[4])

1. . 시전 방법 : 미라쥬 템포와 동일하나 이 기술은 미라쥬 템포의 강화판
2. . 효과 : 본래 미라쥬 템포를 쓰면 강력한 냉기에 의해 뒤틀린 공기층에 의해 공기 밀도가 변화해 빛이 직진하지 못하고 여러 방향으로 왜곡되어 이상굴절되는데 이 기술을 쓰면 완벽한 허상을 만들어 낼 수가 있다. 실체의 모양을 왜곡시키거나 아예 실체를 숨겨버리는 등의 마법 같은 환상도 일으킬 수 있다는 것, 미라쥬 템포 <환상 요정>은 이상굴절의 정도를 예측해 여러 명의 환영 분신을 만들어내는 기술이다. 이 기술을 쓰면 보통 나미, 뚱뚱한 나미, 거인 나미, 빼빼마른 나미, 꼬마 나미의 5명의 나미가 나오는데 이 상태에서 가하는 공격은 80%는 전부 가짜고 20%만이 진짜이기 때문에 상대에게 큰 혼란을 안겨준다.

- 썬더 차지 - 다크 클라우드 템포 (Thunder Charge - 黑雲 / Dark Cloud Tempo) → 썬더 랜스 템포 (雷光槍 / Thunder Lance Tempo)

1. . 시전 방법 : 썬더 차지를 2개 교차시켜 순수한 뇌운의 먹구름을 생성, 그 후 위치 조정을 한 다음 선더 랜스 템포를 상대에게 가한다.
2. . 효과 : 더블 크로스 썬더 차지를 이용해 생성한 커다란 뇌운을 생성한 다음, 그 뇌운의 정 반대 위치로 가 크리마 택트에 방전을 일으키면 뇌운에서 번개가 뻗어나와 상대를 관통해 엄청난 데미지를 주는 강력한 공격 기술. 썬더볼트 템포가 사방팔방으로 벼락을 날리는 반면, 썬더 랜스 템포는 한 곳을 집중적으로 번개를 쏘아보내는 것이 가능하다. 번개가 치는 방향을 임의적으로 조종할 수 있어 절대 빗나가는 일이 없고 위력 또한 강력하기 때문에 필살기로 사용할 수 있지만, 상대를 뇌운과 크리마 택트 사이에 위치 시켜야 한다는 번거로움이 있다.

### 소서리 크리마 택트 기술
- 소서리. 크리마 택트(魔法 天候棒 / Soccery. Clima Tact)
  - 바솔로뮤 쿠마에 의해 웨더리아로 날아간 나미가 2년 동안 웨더리아의 기상 과학을 배우면서 동시에 웨더리아의 연구물인 웨더볼을 크리마 택트에 융합시켜 새롭게 개조한 크리마 택트, 퍼펙트 크리마 택트보다 훨씬 더 강력하고 복잡한 기술을 가지고 있으며 아직 그 성능은 미지수. 3단으로 나뉘어 있던 지금까지의 크리마 택트와는 달리 신축이 가능한 새로운 봉으로 진화했다.

#### 웨더 볼(Weather Ball)
기상과학을 연구하는 작은 하늘섬인 웨더리아의 연구 부산물인 작은 기체, 비눗방울처럼 생긴 작은 구체 안에 구름이나 비, 눈같은 기상현상이 들어있으며 이걸 이용해 웨더리아 사람들은 지상에 날아가 기후현상을 거래하기도 한다.

#### 전투 기술
- 소서리. 썬더볼트 템포(Soccery. Thunder Bolt Tempo)

1. . 시전방법 : 뇌운 웨더 볼
2. . 효과 : 썬더볼트 템포는 본래 공기중에 다량 함유한 수분과 히트 볼, 쿨 볼, 썬더 볼을 이용한 과정이 필요한 기술이지만, 뇌운이 들어 있는 웨더 볼을 이용해 구름을 만드는 시간을 대폭 줄였기 때문에 눈 깜짝할 사이에 대형 뇌운을 생성해 낙뢰를 발생시킬 수 있다.

- 소서리. 미라쥬 템포(Soccery. Mirage Tempo)

1. . 시전방법 : ??
2. . 효과 : 기존 미라쥬 템포보다 훨씬 더 감쪽같이 자신을 숨길 수 있다.

- 거스트 소드(突風劍 / Gust Sword)

1. . 시전방법 : 짧게 신축시킨 택트 + 돌풍 웨더 볼
2. . 효과 : 손으로 잡기 딱 좋은 크기까지 신축시킨 택트를 상대를 향해 조준하면 택트 안에 들어있는 돌풍 웨더 볼로 인해 강력한 돌풍이 날카롭게 상대를 향해 날아간다. 초속으로 날아가기 때문에 상대를 그대로 꿰뚫어버리는 것도 가능.

- 블랙 볼. 뇌운(雷雲) 로드(Black Ball. Chemistry Rod)

1. . 시전방법 : 최대로 길게 늘인 택트 + 뇌운 웨더 볼
2. . 효과 : 최대로 길게 늘인 택트에서 여러개의 뇌운 웨더 볼을 꺼내면 구름이 형성되어 번개를 일으킨다. 여러 개로 이루어진 뇌운 웨더 볼이 동시에 방전을 일으키기 때문에 번개 채찍처럼 택트를 휘둘러 다수의 적을 쓸어내듯이 공격하는 것도 가능.

- 구름 배리어(Cloud Barrier)

1. . 시전방법 : 짧게 신축시킨 택트 + 구름 웨더 볼
2. . 효과 : 택트에서 두터운 구름이 나와 상대의 공격을 방어하는 동시에 상대의 움직임을 봉한다.

- 밀키 로드(Milky Road)

1. . 시전방법 : 불명
2. . 효과 : 구름으로 만들어진 길을 깔아 공중에서도 이동이 가능, 하늘섬의 바다 구름으로 이루어져 있기 때문에 배로도 이동이 가능하다.

- 샤워 템포(Shower Tempo)

1. . 시전방법 : 비구름 웨더 볼
2. . 효과 : 더운 물이 비처럼 내리는 구름을 사용해 샤워 용도로 쓰는 기술.

- 웨더 에그(Weather Egg)

1. . 시전방법 : 불명
2. . 효과 : 기존의 웨더 볼보다 훨씬 크며, 이것을 터뜨리면 매우 거대한 구름이 생성된다.

- 썬더 브리드 템포(Thunder Breed Tempo)

1. . 시전방법 : 길게 늘인 택트 + 뇌운 웨더 에그
2. . 효과 : 웨더 에그로 생성된 뇌운을 이용한 벼락 공격. 택트를 휘둘러 벼락의 방향을 자유자재로 바꿀 수도 있다.

## 행적

### 과거
코코야시 마을의 여자 해병 벨메일에 의해 구해졌고, 비가 오고 폭풍이 오는 위급한 상황임에도 불구하고 해맑게 웃고 있었다. 자신과 같이 구조된 여자아이는 바로 '노지코', 자신의 양언니이다.(KBS 더빙판에는 '사비나'로 번역.) 나미는 벨메일의 손에서 코코야시 마을에서 키워졌으며 여전히 행복한 나날을 지내고 있었다. 나미는 바다에 관해 관심이 많았으며 특히 지도를 그리는 실력은 거의 신동에 가까웠다. 그러나 벨메일이 자신의 친엄마가 아니라는 사실을 마음 속에 새겨두고 있었으며, 그것 때문에 벨메일은 순간적인 홧김에 나미를 집 밖으로 쫓아버린다. 벨메일은 나미가 좋아하는 귤 음식을 한다며 노지코에게 나미를 다시 불러오라고 하였다. 노지코는 나미에게 가서 벨메일이 미안하다고 하니 같이 집으로 돌아가자고 하였고 나미는 승낙하였다. 그때 갑자기 코코야시 마을에 아론 일당이 들어왔다. 아론 일당의 선장 아론은 '지금부터 이 마을을 지배할테니, 어른당 10만 베리, 어린이당 5만 베리를 납부하라'고 명령하였다. 마을 사람들은 어쩔 수 없이 모두 납부하였고 겐조를 비롯한 마을 사람들은 벨메일의 집을 건드리지 않아서 다행이라 생각했지만 불운하게도 벨메일이 요리를 하고 있어 집 밖으로 피어오르는 연기 때문에 들키고 말았다.
벨메일은 아론 일당이 자신의 집 앞에 와있다는 것을 짐작하고 아론에게 총을 겨누었으나 어인의 엄청난 힘으로 벨메일은 고폭행 당했다때 나미와 노지코, 겐조가 달려왔고 벨메일은 전재산이 겨우 10만베리라  모두 내주었다. 아론 일당은 나미와 노지코가 벨메일의 자식이 아니라면 그 돈을 겐조가 내고  벨메일을 살려 주기로 하였다. 이때 벨메일은 결국 나미와 노지코를 자기 자식이라 발언해버리고, 돈이 모자란 조건에 아론은 벨메일을 죽이기로 한다. 벨메일은 나미와 노지코에게 '생존하면 반드시 행복한 일이 많이 있을것이다. 나미, 노지코.
사랑한다."라는 유언을 남기며 아론의 총탄에 목숨을 잃고 겐조 또한 간부에게 베여버려 크게 다치고 만다. 이때 나미가 해도를 그리는 데 엄청난 실력을 갖추고 있는 것을 알아버린 아론은 나미를 강제로 끌고 가서 자신의 측량실에 나미에게 해도를 그리라고 한다. 나미는 마을 사람들이 자신 때문에 죽는 것을 꺼려하여 결국 아론 파크의 문신을 어깨에 새기고 만다. 아론은 '내 눈앞에 1억 베리를 바치면 너를 포함한 코코야시 마을을 해방시켜주겠다'고 제안했고 나미는 그 제안을 받아들였다. 그 때부터 나미는 코코야시 마을을 사기 위해 해적 전문 도둑이 되어 바다로 떠나서 해적들한테서 돈을 뺐기 시작했다.

### 루피와의 만남
항구 마을에서 루피를 만나게 되고 버기의 그랜드 라인 지도를 훔치기 위해 루피를 미끼로 삼아서 가짜로 버기
해적단에 잡입하였다. 그러나 버기가 루피를 대포로 날려보내는 것을 나미에게 시켰고 나미는 루피를 죽이지 못한다.
결국 루피, 조로와 버기 해적단의 싸움이 시작되었고 나미는 그 틈에 금품을 훔치기 시작한다. 루피의 착한 마음씨에 나미도 조금 마음이 흔들린다.
나미는 해상 레스토랑에서 클리크의 함대가 해상 레스토랑을 침공하는 사이, 나미는 결국 고민끝에 루피 일행의 배인 고잉메리호를 혼자서 탄 채 아론 파크로 향한다. 1천만 베리만 더 벌면 코코야시마을을 살 수 있고 마을 사람들은 모두 무사해진다며, 그런데 1억 베리가 다 모이는 순간 해군 제 16지부 대령인 네즈미는 아론의 지시를 받고 나미가 이때까지 모은 1억 베리를 모두 빼앗는다.
아론의 거짓말에 눈치를 챈 나미는 아론에게 항의했으나, 배신감으로 눈물을 흘리며 아론 일당의 문신이 새겨진 팔을 칼로 찌른다. 이를 본 루피가 나미를 도와준다.

### 해방, 그리고 일행이 되다
루피 일행은 놀라운 힘으로 아론 파크를 무너뜨리고 어인 해적단을 모두 물리친다. 마침내 마을이 해방된 것이었다. 그와 동시에 나미 자신도, 마을사람 모두도 자유의 몸이 된 것이다. 나미는 정식으로 루피에게 동료가 되겠다고 약속하였다.
두번 다시 배신은 하지 않겠다고...
나미는 마지막 가는 길에 마을 사람들의 지갑을 모두 턴 채 떠난다.
활짝 웃으면서..
겐조의 모자에 있는 바람개비와 나미가 그토록 좋아하던 귤도 벨메일의 무덤 앞에 놓여있었다.

### 2년 간의 공백 기간
하지만 샤본디 제도에서 칠무해 바솔로뮤 쿠마에 의해 작은 하늘섬 웨더리아로 날아간 나미. 처음에는 기상과학을 배울려는 마음이 들었지만, 루피의 형 에이스의 죽음 때문에 샤본디 제도로 가려고 준비했다. 하지만 루피의 메시지로 웨더리아에서 배워야 할 신세계의 날씨 정보와 웨더볼을 연구하면서 2년 뒤의 재회를 기다리게 되었다.
그리고 2년 후 샤본디 제도로 돌아온다.

## 전투 상대
- 버기
  - 루피와의 협공(승리)
- 네즈미 대령
  - 아론의 보물을 차지하겠다는 네즈미의 발언에 분노한 조로에게 맞고나서 나미에게 특유의 봉술로 얻어맞음. (승리)
- Miss.발렌타인
  - 발렌타인이 낙하 상태일 때 나미 특유의 봉술에 당함(승리)
- Miss.더블핑거
  - 비장의 기술 토네이도 템포로 승리.[7]
- 히나의 정예부대
  - 뚫지 못하고 Mr.2가 희생해 도망을 쳤기 때문에 실질적으로는 패배.
- 호토리, 코토리
  - 포그템포로 혼란을 준 뒤 임팩트 공격으로 승리.
- 포르체
  - 레이스 경기에서 폭시의 방해로 인해 패배.
- 쿠마도리
  - 열쇠는 몰래 훔쳤으나, 휘날리는 머리카락에서 벗어나지 못해서 쵸파와 교대. (패배)
- 칼리파
  - 처음에는 칼리파가 만지작거리며 골드아워로 미끌거리게 만들고 이기고 있었으나 완성판 크리마택트의 "썬더 랜스 템포"로 승리.
- 압살롬
  - 상디와 싸우고 나서 체력이 거의 바닥이 난 압살롬을 '선더 차지' 한방으로 처리. (승리)
- 마인 오즈
  - 동료들과의 요격으로 승리.
- 겟코 모리아
  - 동료들과의 요격으로 승리.
- 파시피스타(PX-4)
  - 동료들과의 요격으로 승리.
- 바솔로뮤 쿠마
  - 동료를 모두 잃고 해적단이 붕괴당함. (패배)
- 가짜 밀짚모자 해적단 (본명 : '세갈래 혓바닥' 데마로 블랙 일당)
  - 도망치기 전에 2년동안 웨더리아에서 배운 기술로 처리. (승리)
- 넵튠 & 용궁 병사들
  - 조로, 우솝, 브룩과의 협공으로 제압해 버렸다. (승리)
- 모네
  - 모네의 공격을 '히트 에그'로 막은 뒤 로빈과 쵸파를 데리고 같이 도망치려는 순간, 모네가 '눈 담장'으로 출구를 막아버리고 나미의 몸 절반 이상을 감싸버림.[8]
- 시저 클라운
  - 상디와 몸이 바뀐 상태에서 우솝이랑 시저의 산소없애기와 '개스터네츠'에 의해 의식을 잃음.(패배)
- 베이비 5 & 버팔로 & 시저 클라운
  - 시저를 데려가는 베이비 5와 버팔로를 썬더 브리드 템포로 승리.
- 조라
  - 배에 몰래 들어와 숨어있던 조라의 아트아트 능력으로 인해 쵸파, 브룩,모모노스케와 같이 우스꽝스러운 모습이 된다.(패배)
  - 브룩의 '그림꾼 노래'-'한 가락 베기'로 인해 조라를 쓰러뜨리지만, 아트아트 능력으로 인해 더 커지고 강해진 조라를 사우전드 써니 호 비장의 무기 '어흥포'로 날려버린다. 하지만, 또 다시 나타난 조라를 모모노스케가 달려가 몽둥이로 머리를 내려치는 동시에 썬더 브리드 템포로 승리.
- 빅 맘 해적단
  - 동료들과의 요격으로 승리.
  - 몽키 D. 루피와 같이 빅 맘 해적단 간부들이랑 싸우지만, 어쩔수 없는 실력차이로 패배.[9] 이후, 루피랑 같이 죄수 도서실에 갇히게 된다.
- 완다
  - 검을 들고 자신을 기습 공격하는 완다를 봉으로 가볍게 제압.(승리)
- 샬롯 브륄레
  - 몽키 D. 루피로 변신한 브륄레에게 붙잡히지만, 크리마 텍트를 이용해 탈출한다.(승리)
  - 이후, 썬더 볼트 템포로 승리.
- 샬롯 크래커
  - 기어 포스 사용 후에 힘이 빠져서 움직일 수 없는 루피가 회복 할 때까지 시간을 벌기위해 대신 크래커랑 싸워보지만, 어쩔 수 없는 실력차이로 위기에 빠지려는 순간 체력을 회복한 루피가 주먹으로 크래커를 날려버려서 구조된다.(패배)
- 샬롯 가렛
  - 빅 맘 해적단 간부들과 싸우는 중, 버터버터 열매 능력자 가렛이 두 손을 버터로 포박함.(패배)[10]
- 샬롯 스무디
  - 빅 맘 암살작전에 돌입하지만, 빅 맘이 패왕색 패기를 하는 바람에 작전이 실패해 스무디에게 붙잡힘.(패배) 하지만, 레이주가 스무디를 공격하는 동시에 상디가 나미를 안고 탈출한다.
- 샬롯 링링
  - '제우스 브리즈 템포'로 제우스가 빅 맘을 향해 벼락을 쳐서 공격에는 성공하지만, 땅속에서 케이크를 가져오라면서 빅 맘이 모습을 들어낸다.(비김)
  - 브룩이 빅 맘을 태운 제우스를 검으로 벤 순간 정전하 블랙볼로 빅 맘과 제우스를 공격하는데 성공.
- 쇼군(쿠로즈미 오로치) & 오로치 오니와반슈
  - 로빈과 오토코를 공격하려는 오로치와 오로치 오니와반슈 부대를 향해 '인법' '뇌정'으로 공격하는 데 성공하는 동시에 자신과 로빈, 오토코, 시노부와 함께 큰 연을 타고 탈출한다.(승리)
- 페이지 원 & 울티
  - 우솝과 같이 페이지 원과 울티와 싸우지만, 우솝과 같이 울티에 공격에 패배.
- 울티
  - 이후,  제우스의 뇌정으로 쓰러뜨림.(승리)
- 아인
  - 거스트 소드로 공격을 하는 동시 공격을 가볍게 피한 후, 뒤로뒤로 열매 능력으로 비키니입은 나미의 배를 만져 나미를 8살로 되돌려버림. 하지만 나미가 방심하지 않았으면 비김.

## 특이 사항
롤로노아 조로와 함께 남코의 소울칼리버 3에서 캐릭터 창조로 등장한다.